# حرب جبلية

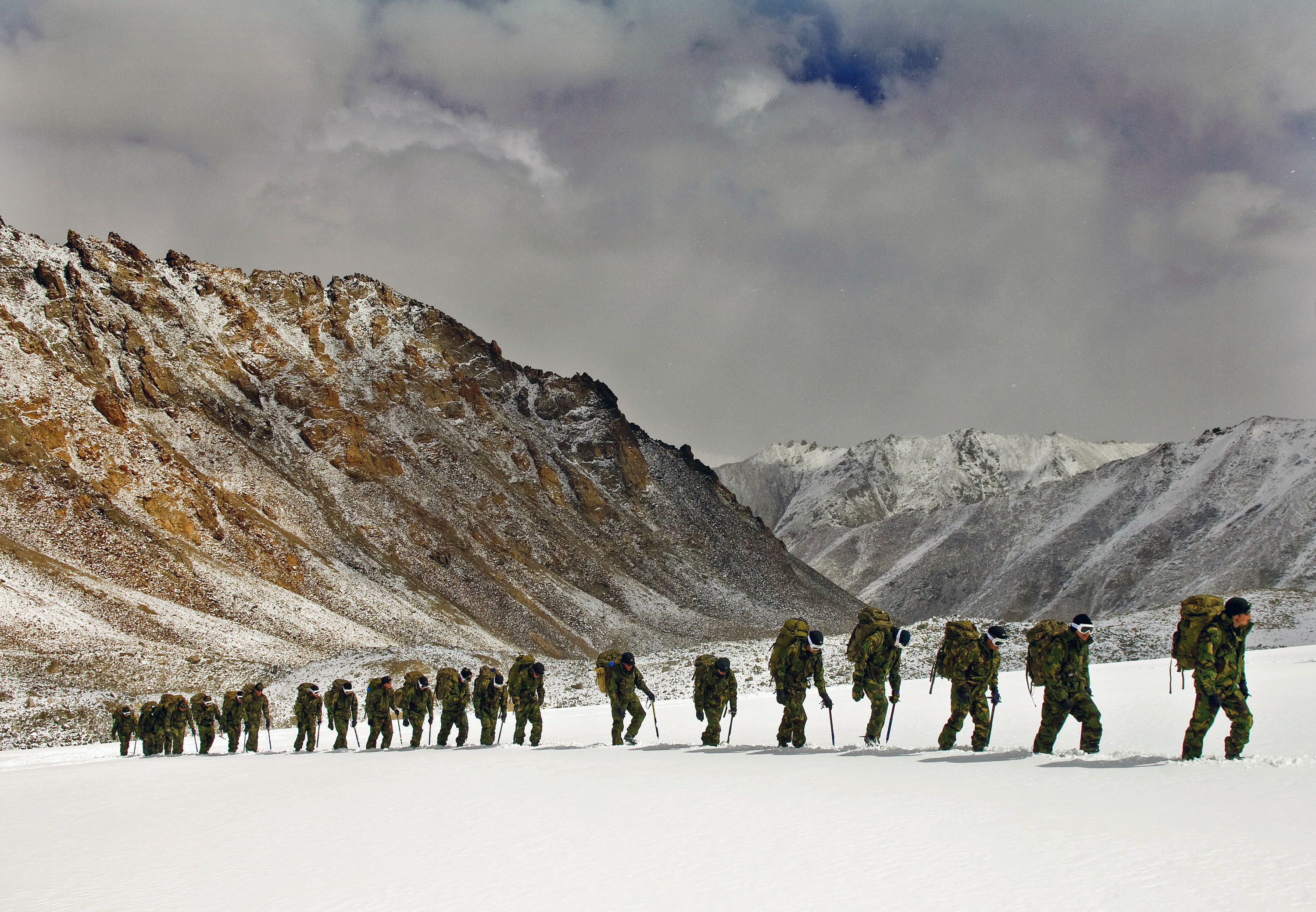

يشير مصطلح الحرب الجبلية إلى الحرب في الجبال أو في التضاريس مماثلة الوعورة. ويسمى هذا النوع من الحروب أيضًا باسم الحرب الألبينية، نسبةً إلى جبال الألب. تُعد الحرب الجبلية من أخطر أنواع القتال؛ لأنها تتضمن النجاة من الظروف الجوية القاسية والتضاريس الخطرة جنبًا إلى جنب مع النجاة من القتال مع العدو.
تعَد سلاسل الجبال ذات أهمية إستراتيجية؛ لأنها غالبًا ما تكون حدودًا طبيعيةً، وقد تكون أيضًا مصدرًا للمياه (مثل هضبة الجولان- نزاع المياه). يتطلب مهاجمة موقع العدو المتحصن في التضاريس الجبلية عددًا أكبر من الجنود المهاجمين بالنسبة إلى عدد الجنود المدافعين مقارنةً بالحرب التي تجري على أرض مستوية. تُعتبر الجبال خطيرة في أي وقت من السنة، إذ تتعرض إلى البرق، وعواصف الرياح القوية، وتساقط الصخور، والانهيار الجليدي، والثلوج، والجليد، والبرد القارس، والأنهار الجليدية، بالإضافة إلى ذلك، يتعرض الجنود إلى تشققات الجبال الجليدية وتضاريسها العامة غير المستوية ما يبطئ وتيرة حركتهم ومعداتهم، ويُعتبر كل ما سبق تهديدات إضافية للمقاتلين. تنطوي التحركات والمد بالتعزيزات والإخلاء الطبي -الذي يتطلب صعودًا وهبوطًا على المنحدرات شديدة الميلان والمناطق التي لا يمكن حتى لحيوانات الأحمال الوصول إليها- على بذل جهد هائل من الطاقة.

## نظرة تاريخية

### التاريخ المبكر
يقال إن مصطلح الحرب الجبلية قد نشأ في العصور الوسطى بعد أن وجدت ممالك أوروبا صعوبة في قتال جيوش الاتحاد السويسري القديم في جبال الألب بسبب قدرة السويسريين على القتال في وحدات أصغر واستيلائهم على نقاط ذات أفضلية ضد جيش ضخم غير قادر على المناورة. استخدم رجال العصابات والبارتيزان والقوات غير النظامية الذين اختبؤوا في الجبال بعد هجماتهم مباشرةً أساليب مماثلةً في الهجوم والدفاع في وقت لاحق، ما زاد من صعوبة رد جيش النظامين عليهم. لعبت الحرب الجبلية دورًا كبيرًا في حملة بونابرت الإيطالية، وتمرد عام 1809 في تيرول.
يُعد عبور الجيش جبال الأنديز الأرجنتيني لجبال الأنديز بقيادة الجنرال خوسيه دي سان مارتين في عام 1817 مثالًا آخر على الحرب الجبلية.

### الحرب العالمية الأولى
برزت الحرب الجبلية مرة أخرى في الحرب العالمية الأولى؛ بسبب امتلاك بعض الدول المشاركة في الحرب تقسيمات جبلية لم تكن قد اختُبرت بعد. صد الدفاع النمساوي المجري الهجمات الإيطالية بسبب استفادته من التضاريس الجبلية غالبًا في جبال الألب الجوليانية وسلسلة دولوميت الجبلية، حيث كانت قضمة الصقيع والانهيارات الجليدية أكثر فتكًا من الرصاص. في أثناء صيف عام 1918، وقعت معركة سان ماتيو على الجبهة الإيطالية، وجرت هذه المعركة على الأرض ذات أعلى منسوب ارتفاع في الحرب. شن القائد الأعلى التركي أنور باشا مع 95 إلى 190 ألف جندي هجومًا آخر ضد الروس في القوقاز عُرف باسم معركة ساريقاميش في ديسمبر من عام 1914. كانت نتائج هذا الهجوم فتاكة إذ أدّى الإصرار على الهجوم المباشر على المواقع الروسية في الجبال في قلب فصل الشتاء إلى فقدان أنور 86% من قواته.